# Helostoma temminkii
Helostoma temminkii (Poljupci) vrsta manje grgečke jedina u porodici Helostomatidae. Ovo je slatkovodna riba koja živi po rijekama i jezerima Tajlanda i Indonezije. Globalno je poznata pod FAO nazivom Kissing gourami, dok je u Indoneziji i Tajlandu stanovništvo poznaje pod raznim lokalnim nazivima.
Naraste maksimalno do 30 centimetra, a voli sporu vodu, i slatku i bočatu, često puta blatnjavu, mangrove s gustom vegetacijom, ušća rijeka i poplavljena poljoprivredna područja gdje se hrani različitim biljem (uključujući i zelene alge), zooplanktonom i kukcima koji se zadržavaju u blizini vode koje sakuplja svojim mesnatim usnicama. Lokalno stanovništvo koristi je za hranu kao svježe prženu, usoljenu ili dimljenu ribu.
Mrijeste se na otvorenim vodama, često puta po poplavljenim usjevima kuda s kreću velika jata, i svoja jaja polažu obično pod velikim listovima plutajućih biljaka, gdje su skrivena od grabežljivaca, ali na svoju ikru više ne paze.
Velike količine malenih riba izvoze se iz tih zemalja i za akvarije u Japan, Sjevernu Ameriku, Europu i Australiju, gdje je veoma popularna zbog ljubljenja drugih riba ali i različitih drugih objekata i bilja. Vjeruje se da je poljubac dio rituala uspostave hijerarhije u jatu. Otuda joj i nazivi Kissing gourami, Kyssgurami (u Švedskoj), Kyssegurami (u Danskoj), poljubček (u Sloveniji).
Vrsta je dobila ime po nizozemskom zoologu Coenraadu Jacobu Temmincku. Divlji poljupci su zelene ili smeđe boje, dok su albino oblici prisutni jedino u hobiju kod akvarista. Ova vrsta ne preporuča se za kućne akvarije, a veličina akvarija ne smije biti manja od 150 centimetra.
Veličina akvarija za mrijest mora biti minimalnih dimenzija 140x60x20 cm, voda blago kisela i ne smije biti hladna jer je ta tropska koja voli toplu vodu. Akvarij treba biti dobro osvijetljen, dobro zarastao i s dosta plutajućeg bilja. Za odlaganje jaja u tu svrhu može poslužiti list blitve ili kineskog zelja (Brassica chinensis). Ženka polaže oko 1000 jaja. Mlada riba brzo raste pa je potrebna svakodnevna promjena vode i velikih količina planktona kao što su Rotifera i vodeni račići Artemia.
Hrana se daje u prahu koju riba skuplja s površine vode, nadalje hrani se tabletama koja prianja uz staklo, planktonom, kuhanim zelenjem, račićima i rotiferama (mikrospopske vodene životinje iz koljena Rotifera).
Vrstu Helostom temminkii opisao je Cuvier, 1829.